# Cephaloscyllium ventriosum
Holbiche ventrue
Espèce
Statut de conservation UICN

 LC  : Préoccupation mineure
Répartition géographique

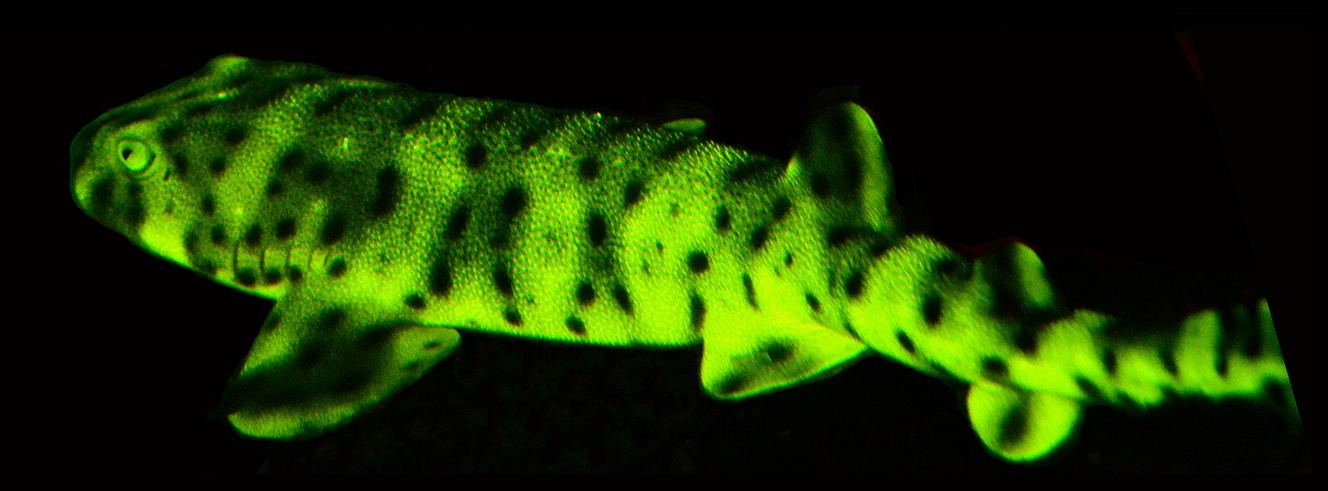
Biofluorescence observée chez l'Holbiche ventrue.

Cephaloscyllium ventriosum, l’Holbiche ventrue, est une espèce de requins de la famille des Scyliorhinidae vivant dans les eaux océaniques tropicales et subtropicales et les baies et ayant été décrite par Samuel Garman en 1880. Ce requin a la particularité de pouvoir absorber de l'eau et de l'air pour augmenter sa taille dans le but d'échapper à ses prédateurs.

## Habitat
L'Holbiche ventrue vit dans l'est de l'océan Pacifique, de la Californie centrale, dans la baie de Monterey, au sud du Mexique et au centre du Chili.
On retrouve cette espèce à des profondeurs variant du niveau de la mer jusqu'à 457 m de profondeur, mais elle est plus commune aux profondeurs comprises entre 5 à 37 m. Cephaloscyllium ventriosum affectionne les zones rocheuses et couvertes d'algues et de lits de varech. Cette espèce est généralement immobile dans les grottes et les crevasses rocheuses pendant le jour, et nage lentement à travers les algues de fond ou en eau libre près du fond la nuit.

## Description
Cephaloscyllium ventriosum est un requin fortement panaché. Les holbiches sont généralement de couleur jaune-brun avec de nombreuses taches sombres et des taches claires occasionnelles sur le corps, les nageoires et le dessous de la tête et de l'abdomen. Les individus plus jeunes sont généralement de couleur plus claire que les adultes matures. Le museau est très court et largement arrondi avec des volets nasaux atteignant la bouche.
Cette espèce possède deux nageoires dorsales, la seconde étant beaucoup plus petite. La taille maximale est d'au moins 100 cm, les mâles adultes mesurent entre 82 et 85 cm et la taille à l'éclosion est de 14 à 15 cm.
Le squelette de Cephaloscyllium ventriosum est majoritairement cartilagineux mais certains tissus étudiés lors du développement d’embryons ont montré des signes de minéralisation caractéristiques des os.

### Biofluorescence
Il a récemment été découvert que les holbiches ventrues présentaient des motifs fluorescents vert vif provenant de la présence de pigments ainsi que de cellules photoréceptrices dans leur peau. 
Les analyses de fluorescence des panaches de Cephaloscyllium ventriosum ont montré qu'avec une excitation des cellules photoréceptrices par de la lumière à 355 nm de longueur d’onde, une fluorescence bleue vive était associée aux zones les plus sombres de leur peau, tandis qu'une faible fluorescence bleue-verte était observée dans les régions beiges plus claires. Lorsque les photorécepteurs sont excités par une lumière de 390 et 470 nm de longueur d’onde, une fluorescence verte intense est générée par les zones pigmentées les plus sombres et les plus claires de la peau.
La biofluorescence aurait selon les chercheurs un impact majeur sur la biologie et le comportement de ces requins. 

## Mode de vie

### Comportement social
Cephaloscyllium ventriosum peut être observé dans de petits groupes restreints (parfois même mêlés et nageant les uns sur les autres) bien qu'il soit considéré comme un requin plutôt solitaire. L'Holbiche ventrue est un requin benthique (vivant à proximité du fond des mers et océans, des lacs ou des cours d'eau). Ce requin présente par ailleurs des signes distincts d’activité nocturne.

### Alimentation
À l'approche de la nuit, Cephaloscyllium ventriosum se déplace vers les fonds sableux à la recherche de nourriture. Il tend une embuscade à ses proies en se reposant sur le fond, la gueule grande ouverte, attendant que des proies passent devant lui pour s'en saisir.

### Stratégie de fuite et de protection
Une caractéristique intéressante de l'Holbiche ventrue est sa capacité à gonfler son estomac avec de l'eau. Lorsque ce requin se sent menacé, il plie son corps en forme de « U » et attrape sa nageoire caudale avec sa bouche. Il avale alors une grande quantité d'eau, gonflant son corps jusqu'à deux fois sa taille normale. Cela décourage les prédateurs potentiels, qui ont alors du mal à mordre ou à extraire le requin d'une crevasse. Lorsque la menace est passée, le requin émet une sorte d'aboiement en expulsant l'eau. Si l'Holbiche ventrue est capturée et ramenée à la surface, elle peut également gonfler son corps avec de l'air de la même manière qu'avec de l'eau.

## Reproduction
L'Holbiche ventrue est ovipare. Dans ce mode de reproduction, une glande sécrète une coquille qui entoure l'œuf lors de son passage dans l'oviducte. Cette coquille protège l'embryon jusqu'à son éclosion. La mère dépose et ancre deux oothèques à la fois dans des habitats rocheux recouverts d'algues. Chaque oothèque triangulaire mesure 3 à 6 cm sur 9 à 13 cm et possède des vrilles à chaque coin qui s'accrochent aux rochers et aux algues. Les œufs sont caoutchouteux et pâles lorsqu'ils sont libérés lors de la ponte, mais ils durcissent rapidement et deviennent plus foncés au cours des premières heures. L’œuf possède des réserves vitellines qui fournissent des nutriments à l'embryon en développement jusqu'à ce que celui-ci éclose après 9 à 12 mois. Cette période de temps entre la libération de l'œuf par la mère et la sortie du petit de l'œuf dépend de la température de l'eau.
Le nouveau-né a des denticules élargis le long de son dos qui lui permettent de se libérer de l'œuf, ceux-ci disparaissent rapidement après l’éclosion lors de la croissance qui est isométrique .
Une fois sorti, le petit mesure 15 cm de long et commence immédiatement à se nourrir de petits mollusques et crustacés benthiques.

## Prédateurs
Parmi ses prédateurs, on compte des requins plus grands et des mammifères marins, notamment des phoques. Les escargots marins percent souvent des trous dans la couche protectrice résistante des œufs, consommant l'embryon en développement.

### Interactions avec l'homme
L'Holbiche ventrue n'est pas un requin pêché de manière volontaire dans les pêches industrielles. Cependant, il est souvent retrouvé comme prise accessoire dans les pièges à homards et à crabes, les filets maillants et les chaluts commerciaux. Les prises accidentelles de cette espèce pourraient menacer l'espèce en raison de sa maturité tardive et du faible nombre de petits qu'il met au monde.
L'Holbiche ventrue est parfois pêchée à des fins récréatives, mais n'est pas consommé par l'homme en raison de la mauvaise qualité de sa chair.
Les aquariums d'exposition publique incluent souvent cette espèce dans leurs bassins car les individus sont capables de survivre en captivité pendant de longues périodes.
Cephaloscyllium ventriosum est inoffensif pour l'homme et préfère éviter tout contact par peur. Ces requins peuvent tout de même se montrer agressifs lorsque des blessures leur sont infligées ou s'ils se sentent agressés.

## Statut de conservation
L'Holbiche ventrue est actuellement inscrite sur la liste des espèces de "préoccupation mineure" de l'Union internationale pour la conservation de la nature (UICN). L'UICN est une union mondiale d'États, d'organismes gouvernementaux et d'organisations non gouvernementales qui, dans le cadre d'un partenariat, évaluent l'état de conservation des espèces.

## Systématique
Le nom valide complet (avec auteur) de ce taxon est Cephaloscyllium ventriosum (Garman, 1880).
L'espèce a été initialement classée dans le genre Scyllium sous le protonyme Scyllium ventriosum Garman, 1880.
Ce taxon porte en français le nom vernaculaire ou normalisé suivant : Holbiche ventrue,.
Cephaloscyllium ventriosum a pour synonymes :
- Catulus uter Jordan & Gilbert, 1896
- Cephaloscyllium uter (Jordan & Gilbert, 1896)
- Scyllium ventriosum Garman, 1880